# La Cuadrilla, Michoacán de Ocampo
La Cuadrilla är en ort i Mexiko.   Den ligger i kommunen Hidalgo och delstaten Michoacán de Ocampo, i den södra delen av landet, 160 km väster om huvudstaden Mexico City. La Cuadrilla ligger 2 163 meter över havet och antalet invånare är 443.
Terrängen runt La Cuadrilla är kuperad åt sydväst, men åt nordost är den bergig. Runt La Cuadrilla är det ganska tätbefolkat, med 90 invånare per kvadratkilometer. Närmaste större samhälle är Ciudad Hidalgo, 9,6 km öster om La Cuadrilla. I omgivningarna runt La Cuadrilla växer huvudsakligen savannskog.